# V451 Андромеды
V451 Андромеды (лат. V451 Andromedae), HD 13531 — кратная звезда в созвездии Андромеды на расстоянии приблизительно 85,2 световых лет (около 26,1 парсеков) от Солнца. Возраст звезды определён как около 400 млн лет.

## Характеристики
Первый компонент (WDS J02132+4030Aa) — жёлтый карлик, вращающаяся переменная звезда типа BY Дракона (BY) спектрального класса G0V или G7V. Видимая звёздная величина звезды — от +7,38m до +7,35m. Масса — около 0,98 солнечной, радиус — около 0,9 солнечного, светимость — около 0,7 солнечной. Эффективная температура — около 5583 К.
Второй компонент (WDS J02132+4030Ab) — красный карлик спектрального класса M. Видимая звёздная величина звезды — +9,88m. Масса — около 0,279 солнечной. Орбитальный период — около 20,96 лет. Удалён на 0,7 угловой секунды (8,54 а.е.).
Третий компонент (WDS J02132+4030Ba). Видимая звёздная величина звезды — +7,28m. Удалён на 615,3 угловых секунд.
Четвёртый компонент (WDS J02132+4030Bb). Видимая звёздная величина звезды — +9,4m. Удалён от третьего компонента на 0,4 угловой секунды.

## Планетная система
В 2019 году учёными, анализирующими данные проектов HIPPARCOS и Gaia, у звезды обнаружена планета.